# Villa rustica de la Clopotiva
Villa rustica este situată pe teritoriul localității Clopotiva din județul Hunedoara, în punctul numit Gruniul Măgurii. 

## Legături exerne
- Roman castra from Romania (includes villae rusticae) - Google Maps / Earth Arhivat în 5 decembrie 2012, la Archive.is